# Wherever We May Roam Tour
Wherever We May Roam Tour è il quinto tour del gruppo musicale statunitense Metallica, iniziato nel 1991 e terminato nel 1992. Il nome deriva dal brano Wherever I May Roam, presente in Metallica.
La data del 20 aprile 1992 si è sovrapposta al Freddie Mercury Tribute Concert, dove i Metallica effettuarono una breve scaletta composta da tre canzoni.

## Scaletta
1. Enter Sandman
2. Creeping Death
3. Harvester of Sorrow
4. Welcome Home (Sanitarium)
5. Sad but True
6. Wherever I May Roam
7. Assolo di basso
8. Through the Never
9. The Unforgiven
10. Justice Medley
  1. Eye of the Beholder
  2. Blackened
  3. The Frayed Ends of Sanity
  4. ...And Justice for All
  5. Blackened
11. Assolo di chitarra e batteria
12. The Four Horsemen
13. For Whom the Bell Tolls
14. Fade to Black
15. Whiplash
16. Master of Puppets
17. Seek & Destroy
18. One
19. Last Caress (cover dei Misfits)
20. Am I Evil? (cover dei Diamond Head)
21. Battery
22. Stone Cold Crazy (cover dei Queen)